# 戎祥
戎祥（Morris Rong，1969年2月9日—2013年1月25日），籍貫河南省開封市，臺灣藝人。父親是中華民國陸軍少將。戎祥因上過綜藝節目《百戰百勝》、《紅白勝利》、《金曲龍虎榜》聞名。代表作品有《瘋狂的賽車》和《浮沉的兄弟》。

## 生平

### 成長背景
戎祥生于臺北市，來自軍人世家。父親戎紹鑫，官拜中华民国陆军少将，曾任已故前副總統謝東閔侍衛官、警備總部副參謀長，海岸巡防司令部參謀長；母親長期在臺灣政府任職；並有一胞弟戎威。戎紹鑫過去對戎祥管教嚴格，但戎祥當時叛逆，曾就讀滬江高中、明新工專（今明新科技大學）、黎明工專（今黎明技術學院）三所學校皆肄業，甚至違背父親要他從商的意願踏入演藝圈，父子關係一度緊繃。

### 進入演藝圈
戎祥在1991年於齊秦的「華人同根中國巡迴演唱會」出道，曾擔任齊秦「虹音樂工作室」和胡瓜的助理，也曾自組「胖子樂團」、「紅孩兒樂團」、「Mr.Big樂團（曾有發片計畫，最後不了了之）」。1992年與曹蘭合作歌曲〈Magic Girl〉後，進入綜藝節目《綜藝萬花筒》班底與曹蘭搭檔。再是跟隨胡瓜在《百戰百勝》（經由任賢齊介紹）、《紅白勝利》、《金曲龍虎榜》等擔任班底，及《歡喜玉玲龍》擔任爵士鼓手等。戎祥在電視圈最為活躍的時期其實是出道前幾年，他也曾自認：「這期間認識我的人年紀會比較大一點，現在認識我的年輕人可能大部分是因為最近的大麻案。」但戎祥是到2009年參與大陸電影《瘋狂的賽車》演出，由於票房暢銷，紅回臺灣，演藝事業才明顯起色，並從此之後積極參與電影演出。

### 婚後經歷

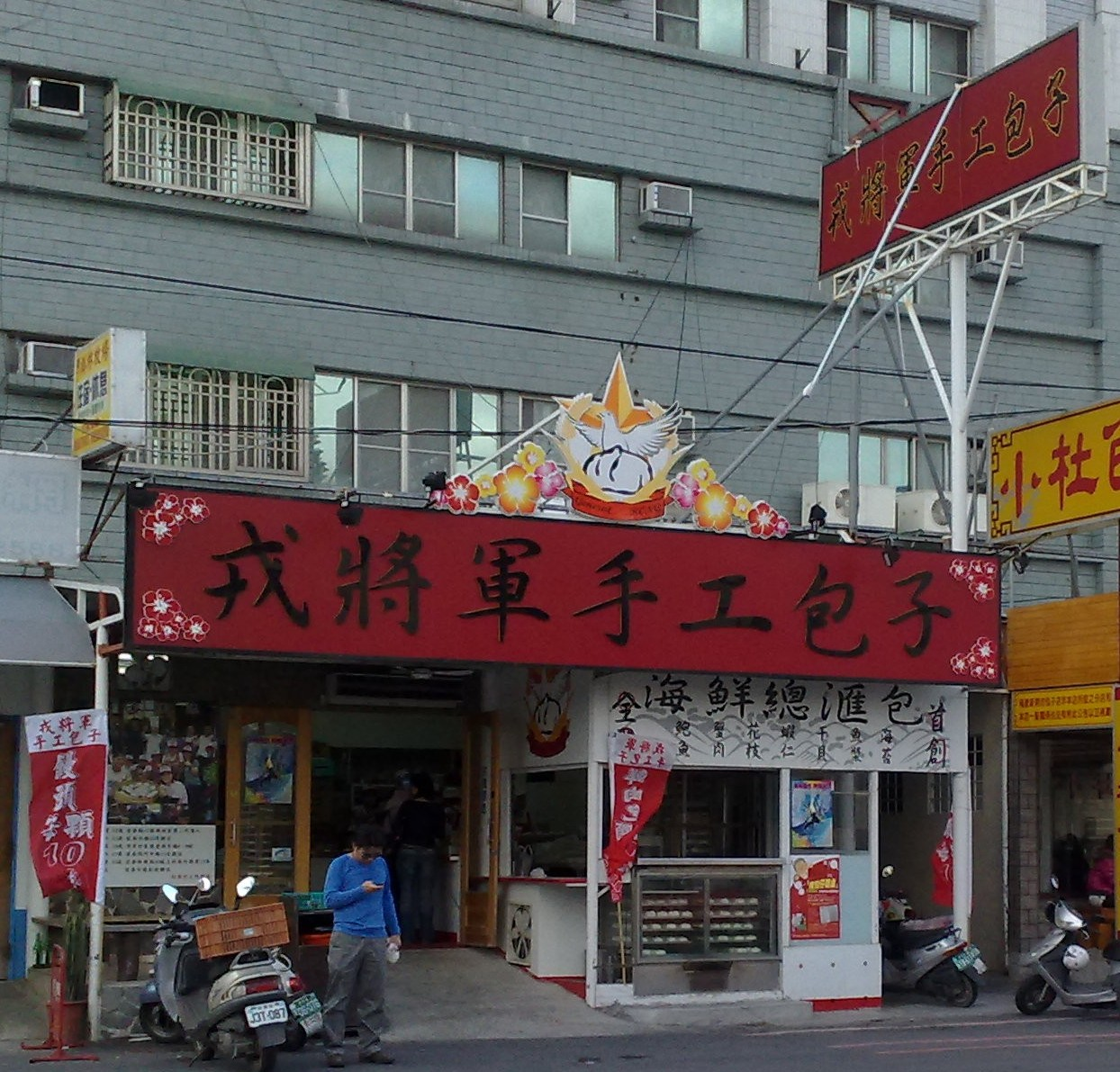
2008年的戎將軍手工包子恆春店，2012年因毒品而已停業

戎祥於2004年與圈外人賴芊合（Salem）公證結婚。但婚後一陣子，賴芊合公開被戎祥家暴之醜聞，並向媒體公開驗傷單；2005年參加綜藝節目錄影時甚至有離婚傳聞，後來賴芊合在節目中與戎祥復合，戎祥8年婚姻風波不斷　賴芊合一路不離不棄，但2007年戎祥因為吸食大麻引致入監勒戒，賴芊合則是始終相伴。戎祥在勒戒期滿後擔任反毒大使，公開自述「蹲苦窯」之苦以警世。
另外，戎祥亦有經營副業經驗：2005年於墾丁與人合夥開包子店「戎將軍手工包子」，生意一度風光，但至後期已大不如前；在2011年退出戎將軍手工包子恆春店經營後，曾與合夥人引起糾紛。後戎祥與胞弟戎威合創「威創保全」、花費新台幣300萬元在臺北市大安區開SM lounge bar、接手美國大聯盟道奇隊來台及MLB全明星賽臺灣場張藝謀及杜蘭朵大型團隊業務。

### 逝世
2013年1月24日深夜，戎祥與胞弟戎威、梁姓助理，在臺北市松山區延吉街跟八德路口的鋼琴酒吧「第一樂章」聚會，並共喝約一瓶半威士忌，戎祥被多次敬酒，因此喝得最多。直到隔日午夜，戎威先行離開，戎祥則睡著甚至發出打呼聲；梁姓助理原以為戎祥只是酒醉睡著，但半夜2時左右驚覺已叫不醒他，趕緊請店家協助，在現場進行心肺復甦術急救，且報案並緊急送往臺安醫院；而送醫過程中因戎祥體重過重，共有八人合力將戎祥從地下一樓抬上樓送醫。但戎祥在到院前已被判定心肺功能停止，且總共注入22支強心針；無奈經將近一個半小時努力，戎祥於當日凌晨3時55分宣告不治，享年44歲，死因為心肌梗塞導致休克。但在戎祥告別式記者會上，賴芊合澄清，戎祥死因與酒精過量無關。

## 演出作品

### 電影
| 上映年份 | 片名                  | 飾演角色     | 備註                                                                                                   |
| 1994年   | 修羅的啟示：保鑣Mr.牙 |              | 導演三池崇史                                                                                           |
| 1995年   | 特警急先鋒            |              | 導演林德祿                                                                                             |
| 1997年   | 雨狗（極道黑社會）    |              | 導演三池崇史                                                                                           |
| 1997年   | 一個字頭的誕生        | 小黑         | 導演韋家輝                                                                                             |
| 1999年   | 驚動天地              |              | 導演阮世生                                                                                             |
| 2000年   | 想死趁現在            |              | 導演陳以文                                                                                             |
| 2003年   | 月光遊俠              |              | 導演瀨瀨敬久                                                                                           |
| 2005年   | 阿嫂                  |              | 導演黃精甫                                                                                             |
| 2009年   | 瘋狂的賽車            | 黑幫老大東海 | 導演寧浩                                                                                               |
| 2010年   | 混混天團              | 樂團成員捷哥 | 導演錢人豪                                                                                             |
| 2010年   | 魔俠傳之唐吉可德      | 屠夫         | 導演阿甘                                                                                               |
| 2010年   | 嘻遊記                | 砍爺         | 導演鍾少雄                                                                                             |
| 2010年   | 絕命島                | 雷哥         | 導演馮超                                                                                               |
| 2011年   | 傾城之淚              |              | 導演黃真真                                                                                             |
| 2011年   | 2012來了              | 汪宏         | 導演邢瀟                                                                                               |
| 2011年   | 瘋狂的GPS             | 斬哥         | 導演林子皓                                                                                             |
| 2012年   | 大魔術師              | 軍閥         | 導演爾冬陞                                                                                             |
| 2012年   | 寶馬狂想曲            | 蘇瑞         | 導演李麒麟                                                                                             |
| 2012年   | Z-108棄城             | 黑幫老大     | 導演錢人豪                                                                                             |
| 2013年   | 大尾鱸鰻              | 客串反派     | 導演邱瓈寬。戎祥飾演畫面未剪入正式上映版，但電影公司考慮將畫面上傳至其官方Facebook粉絲專頁讓影迷懷念。 |
| 2013年   | 非常幸運              | 李纨         | 導演Dennie Gordon                                                                                      |

### 電視劇
| 首播年份 | 劇名                         | 飾演角色 | 備註                 |
| 1995年   | 兒子三個半                   | 胖子兄   | 華視播映             |
| 1997年   | 布袋和尚                     | 國師     | 中視播映             |
| 2004年   | 求婚事務所第二單元：戀戀風塵 | 劉先生   | 台視、東森戲劇台播映 |
| 2005年   | 野球風雲                     | 山大     | 台視播映             |
| 2010年   | 偷心大聖PS男                 | 虎哥     | 台視、三立都會台播映 |
| 2011年   | 小資女孩向前衝               | あにき   | 台視、三立都會台播映 |
| 2012年   | 廉政英雄第八單元：雨衣大盜   | 萬昭忠   | 民視無線台播映       |

### 音樂演唱
- 1992年：〈Magic Girl〉（與曹蘭）

### 音樂錄影帶
- 2004年：任賢齊〈永不退縮〉

### 電視節目
- 綜藝萬花筒
- 百戰百勝
- 紅白勝利
- 金曲龍虎榜
- 歡喜玉玲龍
- 台灣強強滾

### 廣告
- 孔雀香酥脆

## 出版品

### 書籍
- 2004.11.15.《胖子生存的101種方式》，ISBN 986-752-443-8，咖啡田出版社

MRB胖子表演團：戎祥、阿諾、阿炮、阿谷、猩猩、甜甜、龍貓。